# 古日班毛德乃淖日
古日班毛德乃淖日，又名塔布莫德诺尔，是位于中国内蒙古自治区呼伦贝尔市新巴尔虎左旗罕达盖苏木的一个湖泊。其位置约在东经119°20′，北纬47°42′。湖面海拔840米，面积达2.56平方公里。该湖为咸水湖。古日班毛德乃淖日在蒙古语中的意思是三棵树湖。